# 국립축산과학원
국립축산과학원(國立畜産科學院, National Institute of Animal Science)은 동물유전자원의 다양성확보, 고부가가치 축산물 개발, 축산물 안전생산기술 개발, 축산기술보급으로 지속가능한 축산 실현에 앞장서는 대한민국 농촌진흥청의 소속기관이다. 2008년 10월 8일 발족하였으며, 전북특별자치도 완주군 이서면 콩쥐팥쥐로 1500에 위치하고 있다. 원장은 고위공무원단 나등급에 속하는 임기제공무원으로 보한다.

## 직무
- 동물생명공학을 이용한 바이오 신소재 개발
- 동물유전자원의 다양성 확보 및 고부가가치 축산물 개발
- 기후변화대응 미래 축산기술 개발
- 축산물의 안정생산기술 개발
- 축산물의 경쟁력 제고·수출기술 개발
- 사료비 절감 및 조사료 생산·이용기술 개발
- 자연순환형 친환경 유기축산기술 개발
- 축산자원을 이용한 신재생에너지 및 에너지 절감기술 개발
- 축산식품 및 축산물의 안전성 관리기술 개발
- 신기능성 축산식품 부가가치 향상기술 개발
- 축산관련 연구개발 어젠다사업 지원
- 그 밖에 축산관련 기술개발과 보급에 관한 사항
- 기타 과학원의 사업목표 달성을 위해 필요한 사업

## 연혁
- 1952년 5월 10일: 중앙축산기술원 소속으로 경주·화산지원 설치.[3]
- 1956년 7월 1일: 중앙축산기술원 소속으로 대전·사천지원 설치.[4]
- 1962년 4월 1일: 화산지원 폐지. 농촌진흥청 소속으로 축산시험장을 설치하고 대전·경주·사천지원을 대전·경주·사천지장으로 개편하여 소속기관으로 편입.[5]
- 1963년 12월 17일: 화산지장 설치.[6]
- 1967년 9월 8일: 대전·경주·사천지장을 각각 대전종계장·경주종우장·사천종돈장으로 개편.[7]
- 1968년 12월 31일: 경주종우장 폐지.[8]
- 1969년 3월 13일: 대전종계장·사천종돈장 폐지.[9]
- 1969년 9월 12일: 농림부 소속으로 국립종축장을 설치하고 소속기관으로 대전·사천지소를 둠.[10]
- 1984년 1월 31일: 국립종축장을 국립종축원으로 개편.[11]
- 1994년 12월 23일: 국립종축원·축산시험장을 통합하여 농촌진흥청 소속 축산기술연구소 설치.[12]
- 1999년 5월 24일: 사천지소 폐지.[13]
- 2001년 1월 1일: 책임운영기관으로 지정.[14] 대전지소 폐지.[15]
- 2004년 1월 9일: 축산기술연구소를 축산연구소로 개편.[16]
- 2007년 6월 4일: 축산과학원으로 개편.[17]
- 2008년 10월 8일: 난지농업연구소로부터 축산에 관한 사무를 이관받아 축산과학원을 국립축산과학원으로 개편하고, 조사료자원과를 초지사료연구센터로 승격.[18] 국립축산과학원을 책임운영기관으로 지정.[19]
- 2009년 9월 6일: 초지사료연구센터를 본부 하부조직인 초지사료과로 개편.[20]

## 조직

### 원장
- 기획조정과[21]
- 운영지원과[21]
- 기술지원과[22]
- 가축질병방역과[23]

축산생명환경부
- 동물바이오공학과[25]
- 동물유전체과[26]
- 축산물이용과[26]
- 축산환경과[27]
- 동물영양생리과[26]

축산자원개발부
- 가축개량평가과[29]
- 낙농과[26]
- 양돈과[26]
- 초지사료과[30]

### 소속기관
- 가축유전자원센터
- 연구소
  - 한우연구소
  - 가금연구소
  - 난지축산연구소